# The best of Al Bano
The best of Al Bano este o compilație de hituri publicată de Al Bano în 1997 doar în Japonia.
Conține o versiune a melodiei napoletane Santa Lucia în duet cu Romina Power care nu a fost niciodată publicată în Italia dar și alte înregistrări rare ce pot fi ascultate doar pe acest CD dedicat publicului japonez.

## Track list
1. È la mia vita (Maurizio Fabrizio, Pino Marino)
2. 13, storia d'oggi (Albano Carrisi, Vito Pallavicini)
3. Ci sarà (Cristiano Minellono, Dario Farina)
4. Mattino (Ruggero Leoncavallo, Vito Pallavicini)
5. Felicità (Cristiano Minellono, Dario Farina, Gino De Stefani)
6. Funiculà funiculà (Giuseppe Turco, Luigi Denza)
7. Nel sole (Albano Carrisi, Pino Massara, Vito Pallavicini)
8. Santa Lucia (Teodoro Cottrau)
9. Nessun dorma (Giacomo Puccini, Giuseppe Adami, Renato Simoni - Arie din opera Turandot)
10. La casa del sole (Tradizional, Albano Carrisi, Al Camarro, Carrera, Giulio Rapetti, Vito Pallavicini)
11. Cantico (Al Bano & Montserrat Caballè) (Albano Carrisi, Oscar Avogadro, Albano Carrisi)
12. Na, na, na (Al Bano & Paco De Lucia) (Albano Carrisi, Romina Power)
13. Un sasso nel cuore (Al Bano & Paco De Lucia) (Albano Carrisi)
14. Ave Maria (Franz Schubert, Vito Pallavicini, riel. Albano Carrisi, Al Camarro)
15. 'O sole mio (Eduardo Di Capua, Giovanni Capurro)